# Galium uliginosum
Galium uliginosum es una planta de la familia de las rubiáceas.

## Descripción
Galium uliginosum  es una especie  como Galium palustre (L.) Pourr. ex Willk. & Lange pero se distingue por sus 6-8 hojas finamente puntiagudas en cada verticilo, y fruto que sigue verde cuando se seca. Perenne de tallos débiles extendidos o ascendentes, ásperos con espinas recurvadas en los ángulos, 10-100 cm. Hojas estrechamente lanceoladas, estrechadas hacia un ápice aristado. Flores blancas, 2,5-3 mm de diámetro, con 4 lóbulos agudos, en una inflorescencia estrecha ramosa. Fruto lampiño. Florece en primavera y verano. 

## Hábitat
Habita en pantanos, turberas, lugares muy húmedos, cascadas y taludes húmedos de montaña.

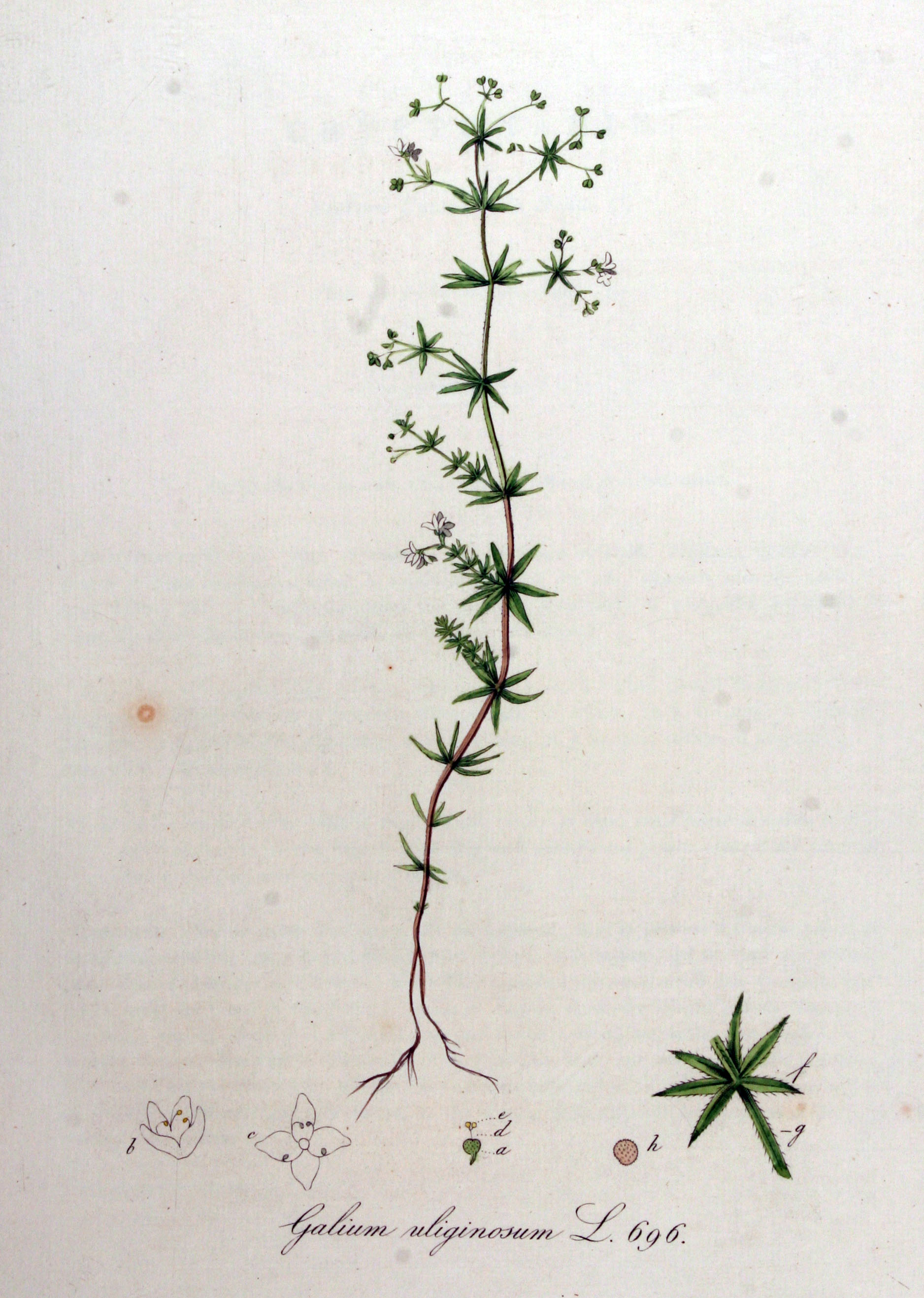
Ilustración en Flora Batava

## Distribución

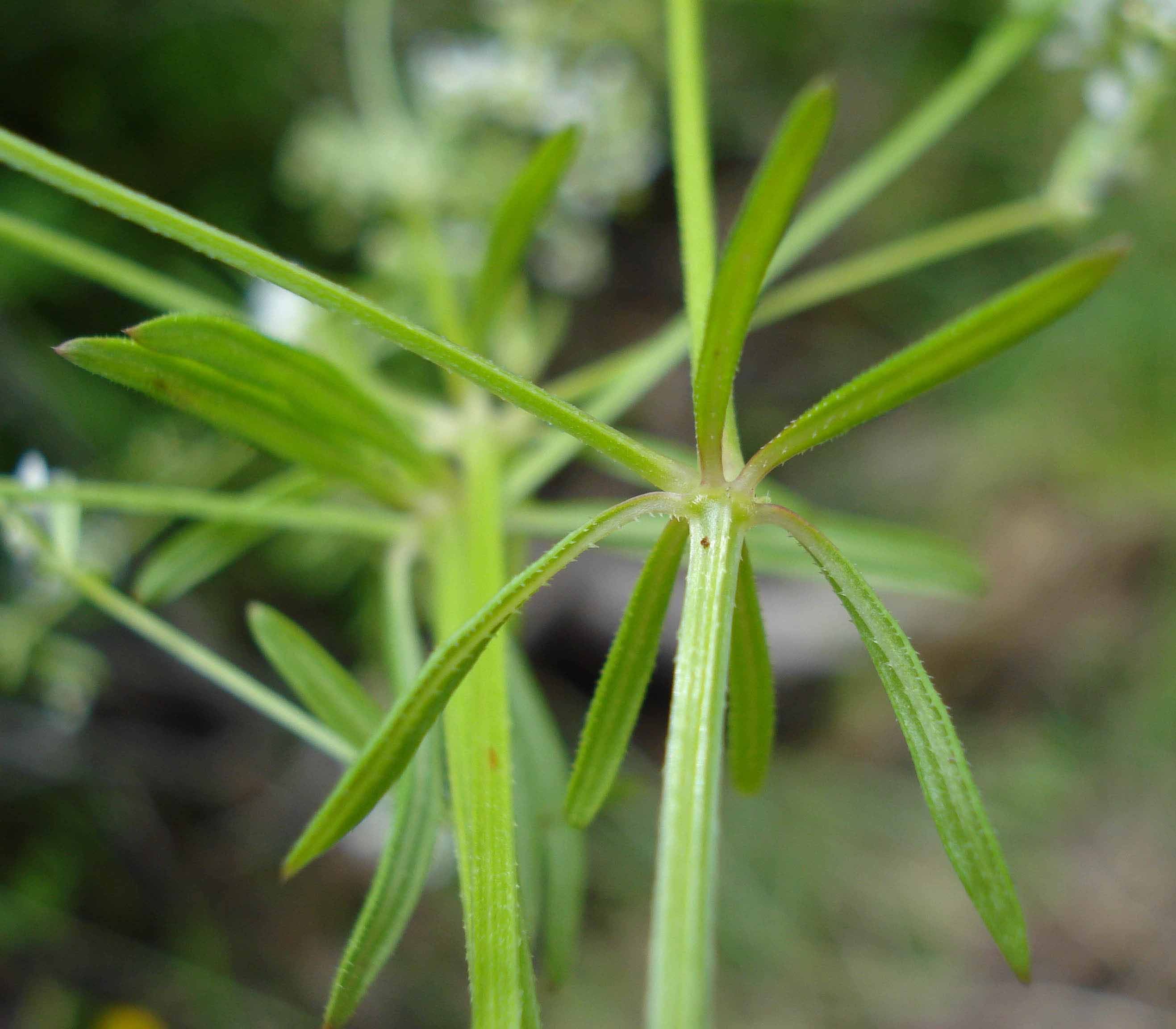
Hojas.

En gran parte de Europa.

## Taxonomía
Galium uliginosum fue descrita por Carlos Linneo y publicado en Species Plantarum 1: 106, en el año 1753.
Etimología
Galium: nombre genérico que deriva de la palabra griega gala que significa  "leche",  en alusión al hecho de que algunas especies fueron utilizadas para cuajar la leche.
uliginosum: epíteto latíno que significa "que se encuentra en las marismas".
Sinonimia
- Galium uliginosum var. genuinum Rouy in Rouy & Foucaud (1903), nom. inval.
- Galium albolutescens Gilib. (1782)
- Galium grandiflorum Gilib. (1782)
- Galium hirsutum Gilib. (1782)
- Galium minus Gilib. (1782)
- Galium spinulosum Mérat (1812)
- Galium aquaticum Willd. ex Schult. in Roem. & Schult. (1827)
- Galium spurium Spreng. (1832), nom. illeg.
- Galium uliginosum var. rubriflorum Arv.-Touv. (1888).
- Galium uliginosum var. meratianum Rouy in Rouy & Foucaud (1903).
- Galium uliginosum subvar. rubriflorum (Arv.-Touv.) Rouy in Rouy & Foucaud (1903).[4][5]